# Gazeta de Matemática
A Gazeta de Matemática é uma publicação quadrimestral de divulgação da cultura matemática em Portugal, lançada originalmente em 1939, quando da fundação da entidade mantenedora.
Além das secções permanentes, a revista conta com a participação de autores convidados, publica artigos submetidos e aprovados por referee, notícias do que acontece no mundo da matemática, entrevistas, etc. Desde a sua fundação, a Gazeta de Matemática tem sido o principal elo da Sociedade Portuguesa de Matemática e da comunidade matemática com os professores de Matemática e os estudantes do ensino secundário e superior interessados nesta área.